# Boštjan Frelih
Boštjan Frelih slovenski nogometaš, * 10. februar 1993, Ljubljana.

## Življenjepis
Frelih prihaja iz Idrije. Lahko igra na poziciji levega bočnega branilca ali pa v zvezni vrsti. Trenutno je član hrvaškega prvoligaša Interja iz Zaprešića. Boštjan ima štiri brate in vsi so nogometaši, kakor je bil tudi nekoč njegov oče Boris, ki je nogometni trener. Trenirati je začel pri 6 letih.